# Road 96
Road 96 ist ein Videospiel, das am 16. August 2021 vom französischen Studio DigixArt veröffentlicht wurde, mit zusätzlicher Veröffentlichung durch Plug In Digital.

## Handlung
Das Spiel folgt mehreren jugendlichen Anhaltern, die versuchen, aus der Nation Petria zu fliehen. Mit einer tyrannischen Diktatur in Petria lässt das Spiel dem Spieler die Wahl, entweder die Wahl zu beeinflussen oder sich auf den Grenzübertritt zu konzentrieren. Der Spielercharakter trifft in jedem Spieldurchgang auf sieben Nicht-Spieler-Charaktere mit prozedural generierten Interaktionen. Das Spiel wurde von verschiedenen Werken der Fiktion inspiriert, von The Goonies und Porco Rosso. Ein Test, den der Spieler erhält, um zu fliehen, um im Ausland zu arbeiten, basierte auf realen nordkoreanischen Prüfungen.

## Entwicklung
Das Spiel wurde am 16. August 2021 für Nintendo Switch und Windows veröffentlicht und erhielt laut der Bewertungsaggregator-Website Metacritic „allgemein positive Bewertungen“. Eine Werbung für das Spiel wurde von Facebook entfernt, da sie als „politisch motiviert“ gesehen wurde.

## Rezeption
Laut der Bewertungsaggregator-Website Metacritic erhielt Road 96 „allgemein positive Bewertungen“. Alice Bell, die für Rock Paper Shotgun schreibt, kommentierte, dass es eine „großartige Reise“ sei, fand aber nicht, dass das Spiel eine besonders gute Darstellung des Grenzübertritts oder der Obdachlosigkeit darstellte. Marco Procida von Eurogamer Italien kommentierte, dass das Spiel eine Nische sei, aber einen sehr guten Soundtrack habe. Tristan Ogilvie von IGN genoss die Erfahrung, stellte jedoch einige Mängel in der Grafik und der Benutzeroberfläche fest. Chris Jeck von Twinfinite war dankbar für die abwechslungsreiche Besetzung des Spiels, stellte jedoch fest, dass es sich im Laufe der Zeit wiederholen könnte.